# Gary
Gary – imię męskie wywodzące się z języków staroangielskiego i germańskiego wywodzące się od słowa „włócznia” lub „włócznik”. Inne odmiany tego imienia to Garry, Garri lub Garrie.

## Znani o tym imieniu
- Gary Barlow
- Gary Becker
- Gary Cooper
- Gary Lineker
- Gary Moore
- Gary Oldman
- Gary Sinise
- Garri Kasparow